# Máfabyggðir
Máfabyggðir är en ås i republiken Island. Den ligger i regionen Austurland, 260 km öster om huvudstaden Reykjavík.